# Spoorlijn Noertzange - Rumelange-Ottange
De Spoorlijn Noertzange - Rumelange-Ottange is een spoorlijn van 5,9 km met nummer 6c tussen Noertzange en Rumelange in Luxemburg.
Tot 1996 was de spoorlijn 6,9 km lang en liep verder door tot Rumelange-Ottange. 

## Geschiedenis
De spoorlijn werd gebouwd en geëxploiteerd door de spoorwegmaatschappij "Compagnie Grande Luxembourg" en werd geopend op 1 juni 1860. Van 1959 tot 1975 was er een verbinding met Boulange in Frankrijk.

## Treindiensten
De CFL verzorgt het personenvervoer met RB treinen.
| Serie   | Treinsoort         | Route                  | Bijzonderheden             |
| ------- | ------------------ | ---------------------- | -------------------------- |
| RB 6200 | Regionalbahn (CFL) | Noertzange – Rumelange | Rijdt alleen op werkdagen. |

## Aansluitingen
In de volgende plaatsen is of was er een aansluiting op de volgende spoorlijnen:
Noertzange
CFL 6a, spoorlijn tussen Bettembourg en Esch-sur-Alzette
Brucherberg
CFL 6k, spoorlijn tussen Brucherberg en Scheuerbusch
Tétange
CFL 6d, spoorlijn tussen Tétange en Langengrund
Rumelange-Ottange
RFN 197 000, spoorlijn tussen Boulange en Rumelange-Ottange

## Elektrificatie
Het traject van de CFL werd in 1960 geëlektrificeerd met een spanning van 25.000 volt 50 Hz.
CFL Lijn 6 en 6a:
Luxemburg · Luxembourg-Howald · Howald · Fentange · Berchem · Bettembourg · Noertzange · Schifflange · Esch-sur-Alzette · Belval-Université · Belval-Lycée · Belval-Rédange · Belvaux-Soleuvre · Oberkorn · Differdange · Niederkorn · Pétange · Lamadeleine · Rodange 

CFL Lijn 6b: Bettembourg · Dudelange-Burange · Dudelange-Ville · Dudelange-Centre · Dudelange-Usines · Volmerange-les-Mines

CFL Lijn 6c: Noertzange · Kayl · Tétange · Rumelange · Rumelange-Ottange

CFL Lijn 6e: Esch-sur-Alzette · La Hoehl · Audun-le-Tiche
Zie ook: CFL Lijn 1 · CFL Lijn 2 · CFL Lijn 3 · CFL Lijn 4 · CFL Lijn 5 · CFL Lijn 7